# Hans Krebs
Hans Krebs, nemški general, * 4. marec 1898, † 2. maj 1945 Berlin.  
Krebs je bil general v nemški vojski med drugo svetovno vojno. Bil je zadnji načelnik štaba Oberkommando des Heeres (OKH) v zadnji fazi vojne (od 1. aprila do 1. maja 1945). Krebs je poskušal začeti pogajanja o predaji z Rdečo armado, vendar je samomor storil dva dni po Hitlerjevi smrti, 2. maja 1945. 

## Zgodnje življenje
Hans Krebs se je rodil 4. marca 1898 v Helmstedtu. Ob začetku prve svetovne vojne leta 1914 se je javil v službo v cesarski nemški vojski, leta 1915 pa je postal častnik. Krebs je znal tekoče govoriti rusko.

## Vstop v politiko
Leta 1931 je Krebs začel delati na obrambnem ministrstvu, kjer je vzdrževal stike z Rdečo armado v okviru skupnih vojaških vaj, ki sta jih izvedli državi. Krebs je imel močna rasistična in protikomunistična stališča, kar dokazuje tudi njegov opis članov sovjetske vojaške delegacije, ki je leta 1932 obiskala Berlin: "prebrisan in zvit Jud, ... judovski mešanec ...  neiskreni, sumljive in zahrbtne narave, očitno fanatični komunist. "
Leta 1936 je bil Krebs napoten na nemško veleposlaništvo v Moskvi kot vršilec dolžnosti vojaškega atašeja; ta položaj je imel do invazije na Sovjetsko zvezo. Kot takšen je igral vlogo pri napačnem obveščanju Wehrmachta o zmogljivostih Rdeče armade.

## Med drugo svetovno vojno
Med drugo svetovno vojno je Krebs dosegel položaj načelnika generalštaba različnih vojaških skupin. Med službovanjem na vzhodni fronti je bil Krebs povišan v čin generalmajorja, ko je bil načelnik štaba 9. armade februarja 1942. Marca 1943 je bil imenovan za načelnika štaba armadne skupine Center. Aprila 1943 je bil povišan v generalporočnika in avgusta 1944 postal general pehote. Krebs je bil od septembra 1944 do februarja 1945 načelnik štaba armadne skupine B na Zahodni fronti.
1. aprila 1945 je bil Krebs imenovan za načelnika Generalštaba vojske (OKH). Krebs je bil med bitko pri Berlinu v Führerbunkerju.
28. aprila 1945 je Krebs zadnjič poklical iz berlinskega podzemnega bunkerja. Na novem štabu vrhovnega poveljstva bunkerju je poklical feldmaršala Wilhelma Keitela. Keitelu je povedal, da če olajšanje ne pride v 48 urah, je vse izgubljeno. Keitel je obljubil, da bo izvajal največji pritisk na generala Waltherja Wencka, ki je poveljeval nemški 12. armadi, in generala Theodorja Busseja, ki je poveljeval nemški 9. armadi. 12. armada je napadala proti Berlinu z zahoda, 9. armada pa z juga. Adolf Hitler je obema vojskama naročil, naj se povežeta in zaščitita Berlin. Poleg tega naj bi sile pod vodstvom generala Rudolfa Holsteja napadale proti Berlinu s severa. 
Kasneje, 28. aprila, ko je bilo ugotovljeno, da se je Heinrich Himmler poskušal pogajati o predaji zahodnih zaveznikov prek grofa Folke Bernadotte, je Krebs postal del vojaškega sodišča, ki ga je Hitler ukazal vojaškemu sodišču Himmlerjevemu častniku SS za zvezo Hermanu Fegeleinu. Fegelein je bil takrat zet Eve Braun. General SS Wilhelm Mohnke je predsedoval razsodišču, v katerem sta bila poleg Krebsa in Mohnkeja general SS Johann Rattenhuber in general Wilhelm Burgdorf.  Vendar je bil Fegelein tako pijan, da je jokal, bruhal in ni mogel vstati; celo uriniral je po tleh. Sodniki so menili, da ni bil sposoben za sojenje. Zato je Mohnke zaključil postopek in namesto njega Fegeleina predal Rattenhuberju in njegovi varnostni enoti. 
29. aprila so bili Krebs, Burgdorf, Joseph Goebbels in Martin Bormann priča in podpisali zadnjo oporoko Adolfa Hitlerja. Hitler je dokument narekoval svoji zadnji zasebni tajnici Traudl Junge.  Bormann je bil vodja partijskega kanclerja (Parteikanzlei) in Hitlerjev zasebni sekretar. Pozno zvečer je Krebs po radiu stopil v stik z generalom Alfredom Jodlom (poveljstvo vrhovne vojske) in zahteval naslednje: "Zahtevaj takojšnje poročilo. Prvič, kje so Wenckove konice vrhov. Drugič, čas, ki naj bi bil napaden. Tretjič, lokacija 9. armada. Četrtič, natančno kraj, kamor se bo 9. armada prebila. Petič, kje je konica vrha generala Holsteja. "
Zgodaj zjutraj 30. aprila je Jodl odgovoril Krebsu: "Prvič, Wenckova konica se je zataknila južno od jezera Schwielow. Drugič, 12. armada zato ni mogla nadaljevati napada na Berlin. Tretjič, večina 9. armade je bila obkrožena. Četrtič, Holstejev korpus na obrambno." Kasneje tistega popoldneva sta Hitler in Eva Braun storila samomor.
1. maja, dan po Hitlerjevi smrti, je Goebbels poslal Krebsa in polkovnika Theodorja von Dufvinga pod belo zastavo, da mu dostavijo pismo, ki ga je napisal generalu Vasiliju Čujkovu. Dufving je bil šef kabineta Helmutha Weidlinga. Pismo je vsebovalo pogoje za predajo, sprejemljive za Goebbelsa. Čujkov je kot poveljnik sovjetske 8. gardijske armade poveljeval sovjetskim silam v osrednjem Berlinu. Krebs je prispel malo pred 4:00 zjutraj. Krebs, ki je govoril rusko, je Čujkova obvestil, da sta se Hitler in njegova žena Eva Braun ubila v podzemnem bunkerju. Čujkov, ki se ni zavedal, da je pod rajhovsko kanclersko zgradbo kompleks bunkerjev ali da je bil Hitler poročen, je mirno rekel, da vse to že ve. Čujkov pa ni bil pripravljen sprejeti pogojev iz Goebbelsovega pisma ali se pogajati s Krebsom. Sovjeti niso bili pripravljeni sprejeti ničesar drugega kot brezpogojno predajo, kot je bilo dogovorjeno z drugimi zavezniki. Goebbels Krebsu ni dovolil, da se strinja s takimi pogoji, zato se je srečanje končalo brez dogovora. Po besedah Jungejeve se je Krebs v bunker vrnil "obrabljen in izčrpan." Krebsova predaja Berlina je bila tako ovirana, dokler je bil Goebbels še živ.

## Poraz in smrt
1. maja je Goebbels malo po 20:30 z svojo ženo Magdo storil samomor. Krebs je bil takrat v bunkerju. Odgovornost za predajo mesta je padla na generala Helmutha Weidlinga, poveljnika berlinskega obrambnega območja. 2. maja, ko Krebs ni bil sposoben, da bi to storil sam, je Weidling stopil v stik z generalom Čujkovom, da bi se spet pogovoril o predaji.
Ko so Sovjeti napredovali proti rajkovski kanclerski zgradbi, so Krebsa nazadnje videli, vključno z Jungejevo, v bunkerju, ko so odšli, da bi poskušali pobegniti. Junge pripoveduje, kako se je obrnila na Krebsa, da se je poslovila, in kako se je zravnal in zgladil uniformo, preden jo je zadnjič pozdravil. Krebs in general Wilhelm Burgdorf, skupaj s SS-Obersturmbannführerjem Franzom Schädlejem iz Führerbegleitkommando, sta ostala zadaj z namenom za samomor. 2. maja 1945 sta se Krebs in Burgdorf zgodaj zjutraj zaprla v zasebno sobo pri hodniku in skupaj storila samomor, tako, da sta se ustrelila v glavo. Njuna trupla so kasneje našli sovjeti, ko je njihovo osebje vstopilo v kompleks bunkerjev in ju odpeljali. Krebsovo truplo so odpejali skupaj s truplom Hitlerja in Eve Braun, Josepha in Magde Goebbels, njunih otrok n Hitlerjevega psa Blondija in drugih njegovih psov in jih večkrat pokopali. Zadnji pokop je bil 21. februarja 1946 v objektu SMERSH v Magdeburgu. Leta 1970 je direktor KGB Jurij Andropov odobril operacijo uničevanja posmrtnih ostankov. 4. aprila 1970 je sovjetska ekipa KGB s podrobnimi pokopnimi kartami izkopala pet lesenih zabojev v objektu SMDER Magdeburg. Ti so bili požgani, zdrobljeni in raztreseni v reko Biederitz, v pritok bližnje Labe.